# Naarden
Naarden ([ˈnaːrdə(n)] ⓘ) là một đô thị của Hà Lan. Naarden thuộc tỉnh Noord-Holland ở nửa phía bắc Hà Lan. Naarden có diện tích đất 21,8 km2, dân số năm 2010 là 17.174 người.